# Jean Bazaine
Pour les articles homonymes, voir Famille Bazaine et Bazaine.
Jean Bazaine, né le 21 décembre 1904 dans le 17e arrondissement de Paris, et mort le 4 mars 2001 à Clamart, est un peintre français.
Figure majeure de la nouvelle École de Paris et de la peinture d'avant-garde française du XXe siècle, sa peinture — non figurative — est un humanisme, une abstraction qui tend vers la couleur, l'atemporel et l'épure. Ses lignes et ses aplats témoignent (comme son discours) d'une certaine spiritualité et d'une attachante poésie.[réf. nécessaire]

## Biographie
Jean Bazaine est l'arrière-arrière-petit-fils du peintre George Hayter, portraitiste de la reine Victoria et de l'ingénieur des Ponts et chaussées Pierre-Dominique Bazaine. Après un court passage à l'École des beaux-arts de Paris, Jean Bazaine fréquente en 1922 l'Académie Julian puis travaille la sculpture chez Paul Landowski. À la Sorbonne, il suit les cours de l'historien d'art Henri Focillon. C'est en 1924 qu'il commence à peindre, dessinant au musée du Louvre ou d'après nature et s'intéressant par ailleurs au théâtre. Lors de sa première exposition en 1932, Pierre Bonnard lui confie: « je suis content de voir quelqu'un qui travaille dans ma voie, je suis si seul.[réf. nécessaire] » En 1934, il crée un atelier de peinture avec Maurice Morel. Bazaine rencontre également Emmanuel Mounier et collabore par la suite à la revue Esprit de 1934 à 1938. En 1936, il découvre Saint-Guénolé à l'occasion d'un voyage effectué en compagnie de son épouse : il y installera un atelier vers 1950 où il séjournera près de six mois par an, passant le reste de son temps dans sa résidence de Clamart. En 1937, il réalise avec Jean Le Moal une peinture murale dans le cadre de l'Exposition internationale de Paris, crée un premier vitrail pour une chapelle privée et fait la connaissance de Jacques Villon avec qui il se liera. De 1936 à 1938, il crée les décors et les costumes de plusieurs spectacles montés par Maurice Jacquemont. En 1939, Bazaine est mobilisé en Lorraine.
Chargé en 1941 de la section Arts plastiques à l'organisation Jeune France (infiltrée par les adversaires du régime de Vichy et dissoute dès 1942), Bazaine travaille notamment avec Jean Vilar et Maurice Blanchot. Avec André Lejard il organise ainsi en 1941, malgré les condamnations officielles de l' « art dégénéré », l'exposition « Vingt jeunes peintres de tradition française », première manifestation à Paris de la peinture d'avant-garde sous l'Occupation. Avec Maurice Estève il entre en 1942 à la Galerie Louis Carré qui exposera aussi Charles Lapicque et Jacques Villon. Durant ces années, Bazaine se lie avec les poètes Eugène Guillevic, Pierre Seghers, Jean Follain, particulièrement avec André Frénaud et Jean Tardieu. En 1943, il fait la connaissance de Georges Braque qu'il rencontrera souvent après la Libération.
Bazaine travaille en 1941 et 1942 à la réalisation de trois vitraux pour l'église d'Assy (Haute-Savoie), construite par Maurice Novarina. L'incendie de son atelier détruit en 1945 la quasi-totalité de ses œuvres antérieures à 1942. D'importantes expositions de ses peintures sont organisées en 1946 et 1947 à Amsterdam, Copenhague et Stockholm, le faisant apparaître comme l'un des peintres les plus importants de la non figuration. En 1948 sont publiées ses Notes sur la peinture d'aujourd'hui, réflexions essentielles sur la démarche de la nouvelle peinture, qui seront souvent rééditées par la suite. Bazaine réalise en 1951 une mosaïque monumentale pour la façade de l'église du Sacré-Cœur d'Audincourt (Doubs), puis des vitraux pour son baptistère en 1954. Les séjours qu'il fait en 1953 et 1954 en Espagne, en 1955 à Rochetaillée (près de Saint-Étienne), à partir de 1956 en « Zélande » ont chaque fois des retentissements sur sa peinture où les formes, d'abord vigoureusement structurées, s'assouplissent.
À partir de 1958 des expositions rétrospectives des peintures de Bazaine sont présentées, en Suisse et aux Pays-Bas, en Allemagne et en Norvège, puis en 1965 à Paris au musée national d'art moderne. Il crée des mosaïques, en 1960 pour le bâtiment de l'Unesco à Paris, en 1961 pour le paquebot France, en 1963 pour la Maison de la Radio. En 1964, Bazaine reçoit le grand prix national des arts et commence à travailler avec le maître-verrier Henri Déchanet à la réalisation, achevée en 1969, des vitraux de l'église Saint-Séverin à Paris. En 1967 il organise avec Alexander Calder une exposition-vente au profit de la Croix-Rouge vietnamienne, une autre en 1968, à laquelle participe notamment Édouard Pignon, en faveur des étudiants.
Bazaine publie en 1973 un deuxième livre, Exercice de la peinture et réalise l'année suivante une série de tapisseries, Blasons des douze mois. Après l'opération discutable de la restauration des vitraux de la cathédrale de Chartres, il fonde en 1976 avec Manessier l'« Association pour la défense des vitraux de France ». Pour la création des vitraux de la cathédrale de Saint-Dié (Vosges) qui lui est proposée, il rassemble en 1984 une équipe à laquelle participent Geneviève Asse, Gérald Collot, Elvire Jan, Lucien Lautrec, Jean Le Moal et Alfred Manessier. Durant les mêmes années il réalise une mosaïque pour le Sénat (palais du Luxembourg), et à la demande de Jack Lang la décoration en lave émaillée des murs et de la voûte de la station de métro Cluny-La-Sorbonne. En 1990 une rétrospective de son œuvre est présentée dans les Galeries nationales du Grand Palais à Paris. À partir de 1946 et particulièrement dans les années 1970 et 1980, Bazaine a illustré de dessins ou lithographies de nombreux livres, notamment d'André Frénaud, Raymond Queneau, Jean Tardieu, Marcel Arland, Jean-Claude Schneider, Claude Esteban, Pierre Oster Soussouev, Eugène Guillevic. Très lié à Bernard Dorival, conservateur du Musée National d'Art Moderne, il lui écrit en 1996 (Archives de l'école normale supérieure) "Bien cher Bernard, tant d'années où je vous retrouve, toujours affectueusement présent, quand ce n'est pas à l'origine de tous les moments qui ont compté dans ma vie de peintre, c'est-à-dire de ma vie tout court. Je pense au Musée d'Art moderne, à Saint-Séverin, à bien d'autres moments."
Le 26 juillet 1981 sont inaugurés les vitraux de la chapelle de la Madeleine à Penmarc'h auxquels Jean Bazaine a travaillé pendant deux ans.
Durant les années 1980, Jean Bazaine réalise un projet complet de vitraux contemporains d’une superficie d’environ 300 m2 au sein de la Cathédrale Saint-Dié de Saint-Dié-des-Vosges, ville qui bénéficie également d'une mosaïque du peintre apposée sur le mur d'un de ses bâtiments municipaux, l'Espace François-Mitterrand.
Il est aussi l'auteur des vitraux de la chapelle de Noisy-le-Grand en Seine Saint-Denis, conformément à l'idée de Joseph Wresinski que l'art est un besoin élémentaire aussi pour les plus démunis.
Jean Bazaine est mort le 4 mars 2001 à Clamart. Il fait partie des peintres réunis pour l'exposition « L'envolée lyrique, Paris 1945-1956 » présentée au musée du Luxembourg (Sénat), d'avril à août 2006. Une exposition en hommage à Jean Bazaine a été présentée au musée de l'Abbaye Sainte-Croix des Sables-d'Olonne en 2006. Son épouse est morte en 2012[réf. souhaitée]. Ils sont enterrés au cimetière intercommunal de Clamart.

## L'œuvre
Après les natures mortes, la figure humaine, les paysages, les arbres, Bazaine oriente sa recherche vers les éléments, eau, terre, feu et air. Après 1968, son travail s'attache à la lumière.
Pour Bazaine, on ne fait pas la peinture que l'on veut, mais il s'agit de vouloir jusqu'au bout la peinture que l'on peut, celle que veut l'époque (1948)[réf. nécessaire].
- 1953 : Sériegraphie - 280/300, sérigraphie couleur, Maison de l'UNESCO, Paris[8].
- 1959 : Les Rythmes d'eau, mosaïque en émaux et pierres naturelles, travail de collaboration avec Maximilien Herzélé, Maison de l'UNESCO, Paris[9].

## Publications
- Le Temps de la peinture (1938-1989), Éditions Aubier, Paris, 1990  (ISBN 2-7007-2825-4).Réunit Notes sur la peinture d'aujourd'hui (dix articles parus de 1938 à 1964), Éditions Floury, Paris, 1948, et Éditions du Seuil, Paris, 1953 et 1960 ; préface inédite.
- Exercice de la peinture, Éditions du Seuil, Paris, 1973.
- Hollande, album de dessins et aquarelles, texte de Jean Tardieu, Maeght éditeur, Paris, 1962.
- Finistère, Éditions Porte du Sud, Paris, 1986  (ISBN 2869370075).Vingt-et-un dessins, précédés d'un entretien avec Jean Guichard-Meili.

#### Monographies
- Bazaine, Maeght éditeur, Paris, 1953, 100 p.
- Bazaine, textes de Jean Tardieu, Jean-Claude Schneider et Viveca Bosson, Maeght éditeur, Paris, 1975, 190 p.  (ISBN 2855870127).
- Jean Bazaine, Couleurs et mots (entretiens avec Roger Lesgards, Henri Maldiney, Vonick Morel, Paul Ricœur et Catherine de Seynes-Bazaine), Le Cherche midi éditeur, Paris, 1997, 96 p.  (ISBN 2862745413).
- Jean-Pierre Greff, Bazaine, Éditions Ides et Calendes, Neuchâtel, 2002  (ISBN 2825801917).
- Bernard Berrou, Au Pays de Bazaine, Editions Diabase, 2015

#### Catalogues
- Bazaine, Estève, Lapicque, textes d'André Frénaud, Jean Lescure et Jean Tardieu, Carré éditeur, Paris, 1945.
- Bazaine, textes d'André Frénaud et Henri Maldiney, Derrière le miroir, no 23, Maeght éditeur, Paris, novembre 1949.
- Bazaine, préface de Marcel Arland, Derrière le miroir, no 55-56, Maeght éditeur, Paris, 1953.
- Bazaine, préface de Bernard Dorival, Musée national d'art moderne, Paris, 1965.
- Bazaine, préface de Bernard Dorival, Musées de Metz, 1972.
- Bazaine, préface de Jean-Claude Schneider, Galerie Villand et Galanis, Paris, 1975.
- Bazaine, texte de Hélène Lassalle, Musée des beaux-arts, Rouen, 1977, 60 p.
- Jean Bazaine, texte de Gérald Collot, Musée de Metz, 1978.
- Bazaine, préface de Bernard Dorival, textes de Bazaine, Musée des Beaux-Arts, Quimper, 1982, 52 p.
- Bazaine, textes de Jean-Pierre Greff et Jean-Claude Schneider, Galerie Adrien-Maeght, Paris, 1987  (ISBN 2869410522).
- Bazaine, textes de Bernard Ceysson, Daniel Dobbels, Pierre Cabanne et Jean-Pierre Greff, biographie par Jean-Pierre Greff, Skira, Genève, et Centre national des arts plastiques, Paris, 1990, 180 p.  (ISBN 2605001628).
- Bazaine, préface de Claude Esteban, Louis Carré, Paris, 1991, 92 p.  (ISBN 286574020X).
- Bazaine, textes de Roger Munier et Jean-Pierre Greff, Louis Carré, Paris, 1992, 48 p.  (ISBN 2-86574-026-9) (BNF 35548501).
- Apolline de Malherbe, L'eau, Jean Bazaine, Panama Musées, Paris, 2005  (ISBN 2755700998).

#### Filmographie
- Jean Bazaine, film/interview de Michel Pfulg (1990), Éditions Artprod, Montreux (CH), 2011 (37 minutes).
- Des Formes aux Forces, Bazaine 82, film 16 m/m de Pascal Bony, opérateur Darius Khondji, Gresh Productions 1982 (22 min) Lien youtube: https://www.youtube.com/watch?v=wZyg1U4gB_A
- Bazaine 90, film 16m/m de Pascal Bony, Gresh Productions 1990.
- Saint Dié, la Cathédrale de l'Amitié, film vidéo de Pascal Bony, Gresh Productions 1992 (25 min) Lien youtube:https://www.youtube.com/watch?v=kWZLz-v4enk